# Trail making test

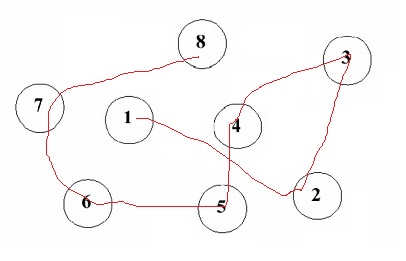
Esempio di trail-making test A

Il trail-making test è un test neuropsicologico di attenzione visiva e cambiamento di compito. Il test consiste nel collegare 25 target consecutivi su un foglio di carta o sullo schermo di un computer. Il test è composto da due versioni: A e B. Nel TMT-A (Trail-making test A) i 25 target sono numeri (1,2,3, ecc.); mentre nel TMT-B (Trail-making test B) i target sono sia numeri che lettere ed il soggetto deve alternarli in ordine crescente (1, A, 2, B, ecc.). Il compito del soggetto è di collegare con una linea gli stimoli target nel minor tempo possibile. La performance si misura tenendo conto del tempo impiegato dal soggetto per completare il compito .
Nella valutazione delle funzioni esecutive viene considerato come indicativa la differenza tra i tempi della parte B e quelli della parte A (TMT-BA).
Il test è stato introdotto nel 1944 e inizialmente veniva utilizzato per la valutazione dell'intelligenza. Nel corso degli anni ha iniziato ad essere utilizzato in ambito clinico ed è diventato un comune strumento diagnostico per la valutazione di deficit cognitivi, in particolare in presenza di lesioni ai lobi frontali.
Una descrizione dettagliata del protocollo trail-making test è stata pubblicata nel 2006 sulla rivista Nature.

## Trail-making test nell'Eye Tracking
Il trail-making test, soprattutto test B, è stato adattato ai nuovi metodi di indagine neuroscientifica quali l'applicazione dell'Eye tracking: ai soggetti è stato chiesto di completare la sequenza alfanumerica 1-A-2-B-3-C-4-D-5-E semplicemente fissando i simboli sullo schermo e senza richiedere nessun feedback. I movimenti oculari (saccadi e fissazioni) venivano registrati ad una frequenza di 240 Hz tramite un dispositivo di tracciamento oculo-motorio. La capacità di eseguire la sequenza correttamente viene misurata (manualmente o tramite algoritmi) osservando il percorso eseguito dai soggetti.